# Mathias Rust
Mathias Rust (Wedel, 1º giugno 1968) è un aviatore e attivista tedesco, noto per l'impresa compiuta nel 1987 in piena guerra fredda, quando, pilotando un piccolo aereo da turismo, volò sino a Mosca riuscendo ad atterrare indenne sulla piazza Rossa, luogo simbolico del potere dell'Unione Sovietica.
Studente e aviatore per passione, aveva intrapreso quel volo illegale dalla Germania Ovest, fino al cuore dell'Unione Sovietica, al fine di mostrare al mondo quello che lui intendeva come «un gesto simbolico, un volo come un ponte ideale: per comunicare ai leader dei due blocchi che la gente dalle due parti della cortina di ferro voleva solo vivere in pace».
Il volo di Rust violò un sistema di difesa aerea ritenuto impenetrabile e per questo determinò grandi conseguenze sugli assetti di potere e di comando delle forze armate sovietiche, in quanto portò al licenziamento di molti alti ufficiali, tra cui il Sergej Sokolov, ministro della difesa e maresciallo dell'URSS, e il comandante in capo delle truppe di difesa aerea, Aleksandr Koldunov maresciallo di corpo, ex pilota e asso della grande guerra patriottica durante la seconda guerra mondiale. L'incidente fornì il pretesto a Michail Gorbačëv per l'attuazione delle riforme della Perestrojka, permettendogli di estromettere numerosi ufficiali militari contrari alle sue scelte. Rust fu condannato a quattro anni di lavori forzati da scontare in un campo di lavoro con l'accusa di violazione dello spazio aereo e vandalismo, oltre che per la situazione di emergenza causata dal suo atterraggio. Fu liberato dopo 14 mesi di prigione, avendo intanto ricevuto la grazia da Andrej Gromyko, presidente del Presidium del Soviet Supremo.
Al rientro in patria, il suo gesto fu duramente condannato, non venendo considerato, come lui invece si aspettava, un atto provocatorio nei confronti del regime sovietico. 
Rust suscitò ulteriore clamore anche nel 1992, quando dichiarò di voler nuovamente tornare in Russia. Tornò al centro della cronaca una terza volta nel 1994, accusato di tentato omicidio ai danni di una donna, poi nel 2001, quando fu accusato di furto, e poi ancora nel 2004, quando dovette risarcire i danni causati da una truffa da lui escogitata. Rust ha deciso di impegnarsi nel sociale lanciando nel 2003 il sito internet Orion & Isis, in cui discutere di strategie per risolvere i conflitti internazionali, e nel 2015, quando si è dichiarato in un'intervista attivista per la pace.

## Biografia

### Primi anni
Nato nel 1968 a Wedel, nella Germania Ovest, Mathias Rust frequentò la scuola secondaria Ernst Barlach nella sua città natale. Appassionatosi di aeronautica, ottenne la licenza dall'Aero Club Hamburg dopo aver completato le 40 ore di volo richieste, in un corso durato dal settembre 1985 all'agosto 1986. L'esame fu superato senza particolari problemi.

### Il volo

#### Verso l'Estonia

Il percorso del volo compiuto da Rust

Rust non possedeva un aereo ma aveva solo un brevetto di volo, per cui il 13 maggio 1987 noleggiò all'aeroporto di Uetersen un piccolo monomotore Cessna 172. Con l'aereo si diresse verso l'Islanda, per poi passare dalla Norvegia e dalla Finlandia.
Qui depositò un falso piano di volo, dichiarando che avrebbe proseguito verso la Svezia: partì da Helsinki il 28 maggio in direzione ovest, salvo poi cambiare rotta in mare aperto, per dirigersi illegalmente verso l'Estonia. Vista la difficoltà dell'operazione, Rust aveva fatto molta pratica di volo strumentale sul mare aperto. Una volta inviata l'ultima comunicazione con l'aeroporto di Helsinki, spense la radio e si diresse verso la Russia. Il fatto che si trovasse nei pressi del corridoio aereo Helsinki-Mosca suscitò allarme nelle autorità svedesi, che non riuscirono però a prendere contatto con lui.
Rust scese fino a una quota media di 600 metri, finendo per scomparire dal radar finlandese presso Sipoo. Le autorità finlandesi organizzarono una missione di salvataggio con delle navi guardacoste, pensando a un incidente. A quell'epoca, per via della guerra fredda e delle recenti crisi internazionali (Ronald Reagan e Michail Gorbačëv avevano appena tenuto un incontro a Reykjavík, risolto con una nuova ripresa del gelo tra i due blocchi), entrare in Unione Sovietica senza permessi costituiva un atto di estrema gravità, oltre ad assumere rilevanza sul piano penale per la commissione dei reati di spionaggio e tradimento.
Solo pochi anni prima l'aviazione russa aveva colpito il volo civile Korean Air Lines 007, abbattendo un Boeing 747 resosi colpevole di aver sconfinato nello spazio aereo russo: in seguito a questo incidente, le forze armate avevano optato per una politica di intercettazione meno aggressiva nei confronti degli aerei civili, ma un sorvolo non autorizzato appariva ancora un atto decisamente pericoloso.

#### Il volo sulla Russia
Rust comparve sui radar russi alle 14:29 del 28 maggio. La strumentazione dell'aereo non rispose al segnale IFF, per cui fu classificato come potenzialmente ostile e gli fu attribuito il numero di contatto 8255 (il comandante della 60ª Armata, non avendo identificato il mezzo aereo, riferì trattarsi di uno stormo di uccelli). Tutte le difese aeree si misero comunque in stato di allerta e due caccia MiG si levarono in volo a identificare l'intruso.
Uno dei due caccia venne in contatto con Rust alle 14:48 sopra la cittadina di Gdov, ma al pilota che chiese il permesso di abbatterlo fu opposto un rifiuto. Il secondo caccia perse il contatto con Rust presso Staraja Russa, suscitando grande timore nel giovane pilota. Il tedesco dichiarò in seguito: «Mi è passato sul lato sinistro così vicino che ho potuto vedere i due piloti seduti nella cabina di pilotaggio e ho scorto ovviamente la stella rossa dell'ala dell'aereo».
Il velivolo fu rilevato nuovamente diverse volte, ma le autorità non riuscirono a tracciarne la rotta. La Vojska PVO, la difesa aerea russa, aveva appena subito una riorganizzazione che l'aveva suddivisa in diversi distretti, che però erano mal collegati tra loro. Nei pressi di Pskov, inoltre, si stava tenendo un'esercitazione di addestramento all'uso dell'IFF, per cui i controllori di volo assegnarono a tutti i mezzi in transito sull'area lo status di "amici".
Presso Toržok, dove il giorno prima si era verificato un incidente aereo, fu di nuovo identificato erroneamente come "amico", in quanto si immaginava che si trattasse di uno degli elicotteri impiegati per il soccorso. Il sistema difensivo sovietico, ritenuto tra i più sofisticati al mondo anche a livello aereo, sembrò in quel frangente tentennare di fronte al piccolo Cessna che volava a bassa quota da centinaia di chilometri.

#### Nel cuore della Russia
Rust fu fortunato ed ebbe un'incredibile serie di coincidenze a favore nel suo volo. Quando arrivò nei pressi dell'Aeroporto Internazionale Šeremet'evo, non venne identificato perché l'intero sistema di difesa aerea del distretto centrale era stato disattivato senza preavviso per un'operazione di manutenzione straordinaria. Proprio per questo motivo, nei venti minuti in cui Rust sorvolò lo spazio aereo dell'aeroporto, nessun volo fu autorizzato a percorrere l'area, per cui Rust passò inosservato, senza contatti visivi.
Il Cessna arrivò sopra Mosca alle 19:00. Rust volava a vista, e per dirigersi verso il Cremlino si orientò cercando l'Hotel Rossija, un enorme edificio bianco nei pressi della piazza Rossa. Arrivato sul Cremlino si rese conto di non avere spazio sufficiente per atterrare, per cui riprovò l'operazione sulla piazza Rossa. La folla però inseguiva l'aereo, incuriosita, rendendo l'atterraggio molto pericoloso: Rust provò per tre volte consecutive, poi vide il ponte Bol'šoj Moskvoreckij, un enorme ponte stradale a otto corsie. Diresse l'aereo verso il ponte e atterrò, rullò nei pressi della cattedrale di San Basilio e arrivò sulla piazza del Cremlino.
Rust fu accolto dai passanti con stupore, ma non con ostilità, e fu inizialmente scambiato per un cittadino della DDR per via della bandiera tedesca sull'impennaggio di coda dell'aereo. A coloro che gli chiedevano da dove provenisse, Rust rispose con titubanza che era finlandese, ma quando gli fu fatta notare la bandiera, confessò di essere della Germania Ovest; una simile risposta non rese i moscoviti minacciosi. Gli furono anzi offerti pane e sale, secondo un tradizionale gesto di benvenuto russo.

#### L'arrivo delle autorità
Essendo il 28 maggio giorno di riposo, solo dopo un'ora arrivò la Čajka nera della polizia, che controllò i documenti del giovane. Le operazioni si svolsero con tranquillità: l'aereo fu perquisito, finché arrivò un'altra auto, una Volga del KGB e un camion della Milizia. Rust fu portato in commissariato per esaminare la faccenda, aggravata dalla mancanza del visto turistico sul suo passaporto. Rust non riconobbe gli ufficiali come agenti del KGB, complice la traduzione in tedesco del nome dell'Agenzia. Spiegò ai militari le sue intenzioni, ma fu accolto con incredulità. Infine, fu trasferito al carcere centrale di Lefortovo.
Durante l'interrogatorio, Rust si mantenne tranquillo, cosa che, affermò in seguito, non sarebbe accaduta se avesse davvero compreso chi fossero gli ufficiali che lo interrogavano e cosa fosse "Lefortovo". Accusato ripetutamente di essere una spia imperialista e di avere un complice, considerando la sequela inenarrabile di eventi fortunosi che lo avevano spinto fino alla capitale, fu interrogato fino alle 4 del mattino per poi rimanere trattenuto in carcere. In prigione Rust entrò in crisi psicologica, dimagrì pericolosamente di 10 chili e rischiò la depressione. Messo in isolamento con un altro detenuto, prese l'abitudine di farsi tradurre da questo le notizie pubblicate sulla Pravda.
Rust fu processato a Mosca il 2 settembre 1987, ricevendo una condanna a quattro anni di prigionia in un campo di lavoro per vandalismi, per infrazioni alle leggi sull'aviazione e per aver varcato il confine in modo non autorizzato. In seguito a una visita, entrò in confidenza con il direttore del carcere, Petrenko. Quest'ultimo fece in modo che Rust non fosse spedito in Siberia, dove, oltre a condizioni di reclusioni più dure, avrebbe potuto subire le minacce di qualcuno dei numerosi militari della Difesa condannati ai campi di lavoro per via dell'incapacità dimostrata nel reagire al sorvolo illegale. Considerata infatti la magra figura a livello internazionale, la risposta dell'esecutivo sovietico non tardò ad arrivare: si imposero le dimissioni al ministro della difesa e al comandante delle Forze di difesa aerea, oltre a procedere al licenziamento di 300 ufficiali.
Dopo 432 giorni di prigionia, Rust fu rilasciato con un'amnistia firmata da Andrej Gromyko, ex ministro degli esteri e presidente ad interim del Presidium del Soviet Supremo.

### Conseguenze politiche dell'impresa di Rust
In seguito al volo, Gorbačëv estromise il ministro della difesa Sergej Sokolov e il ministro della difesa aerea Aleksandr Koldunov, formalmente per l'incapacità, ma in realtà più prosaicamente per sostituirli con altri ufficiali meno conservatori e più vicini alla nuova politica della glasnost' e della perestrojka.
Gorbačëv dichiarò che la vicenda aveva provato l'inefficienza della difesa sovietica e ne approfittò per estromettere dai posti chiave i generali ostili alla sua linea politica sostituendoli con persone di sua fiducia.
Pertanto, il ministro della difesa Sergej Leonidovič Sokolov fu rimpiazzato da Dmitrij Timofeevič Jazov, e furono licenziati pure il capo dello stato maggiore, i capi di tutti i circondari militari nonché i comandanti delle forze sovietiche di stanza nei Paesi del Patto di Varsavia; praticamente, l'unica figura importante a conservare il suo posto fu il responsabile della difesa contraerea di Mosca Sergej Carkov, insediatosi pochi giorni prima del fatto.
La vicenda avrebbe costituito anche uno degli argomenti a favore alla successiva riduzione delle forze armate sovietiche. Diversi ex militari sostengono che i licenziamenti furono spesso ingiusti e che rovinarono il prestigio delle Forze Armate. Il generale Pëtr Dejnekin, comandante della difesa contraerea russa negli anni 1991-1997, arrivò addirittura a sostenere che «non ci sono dubbi che il volo di Rust abbia rappresentato una provocazione meticolosamente pianificata da servizi segreti occidentali e che la cosa più importante stia nel fatto che essa fu portata a segno d'accordo con taluni membri della dirigenza sovietica di allora».

### Dopo il volo

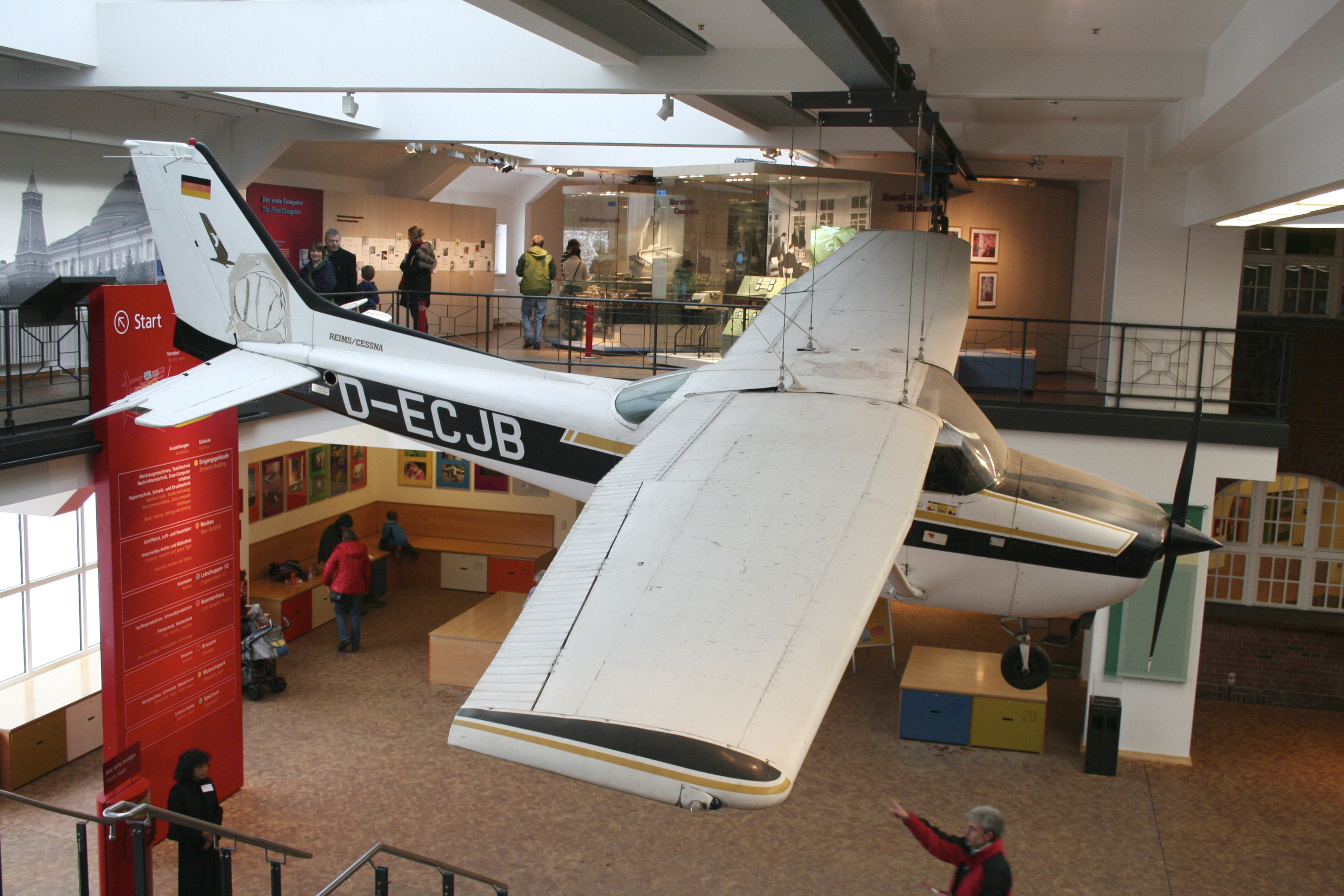
Il Cessna 172 conservato al Deutsches Technikmuseum di Berlino

Tornato in Germania Ovest il 3 agosto 1988, gli fu contestata una multa di circa 100 000 dollari per la missione di soccorso inutilmente avviata a causa del suo comportamento. Assediato dai mass media, invece di apparire un eroe come sperava, si ritrovò al centro di una violenta campagna di stampa che lo presentava come un pazzo, un irresponsabile e un pericolo per la pace mondiale.
Perse il brevetto di pilotaggio e fu formalmente accusato di "minacce alla pace" e tradimento; l'inchiesta finì nel nulla. Alcuni anni dopo, durante il servizio civile obbligatorio in un ospedale tedesco, Rust accoltellò una collega che aveva respinto le sue avances. Le ferite furono molto gravi e Rust fu condannato a quattro anni di prigione per tentato omicidio: ne scontò solo quindici mesi, ma la sua immagine pubblica ne uscì per sempre danneggiata.
Nell'aprile del 1994 Rust annunciò a sorpresa di voler tornare in Russia per visitare un orfanotrofio, dopodiché di lui non si ebbero più notizie per due anni. Si susseguirono voci infondate secondo le quali era morto in Russia, ma in seguito si scoprì che aveva lavorato nel settore calzaturiero a Mosca. Nel 2001 fu di nuovo arrestato e processato per il furto di un maglione di cashmere: fu condannato a pagare una multa di 10 000 marchi, poi ridotta a 600.
Nel 2003 lanciò un sito internet in cui cercava di costituire un think tank, Orion & Isis, in cui discutere di strategie per risolvere i conflitti internazionali, un esperimento aperto solo a persone che ricoprissero alte cariche pubbliche o forti influenze politiche. L'esperimento fallì dopo poco tempo. Nel 2004 sposò Athena, conosciuta a Trinidad durante il suo viaggio intorno al mondo. L'anno seguente fu arrestato per truffa e condannato a rimborsare 1 500 € per aver rubato della merce.
L'aereo, nel frattempo, era stato venduto ad un uomo d'affari giapponese che lo tenne in un hangar sperando in un suo aumento di valore. In seguito è stato esposto nel Deutsches Technikmuseum di Berlino.
Nel 2009 si avvicinò al mondo del poker. Nel 2012, Mathias Rust si definiva analista finanziario di una banca svizzera di Zurigo. Se a Repubblica nel 2009 aveva confessato che avrebbe rifatto il suo gesto, nel 2012 al Guardian asserì l'opposto: «Certo che non lo rifarei più. È stato un gesto irresponsabile».

#### Attivista per la pace
Nell'ottobre 2015, il periodico The Hindu ha pubblicato un'intervista con Rust in occasione del 25º anniversario della riunificazione tedesca. L'uomo ha ipotizzato che i fallimenti istituzionali nei paesi occidentali per preservare gli standard morali e sostenere il primato degli ideali democratici stessero generando sfiducia nel rapporto tra i popoli e i rispettivi governi. Intravedendo lo spettro di una nuova guerra fredda tra la Russia e le potenze occidentali, Rust ha suggerito all'India di procedere con cautela ed evitare di affiliarsi a uno dei due partiti: «All'India converrebbe perseguire una politica di neutralità, in quanto interagendo con i Paesi membri dell'UE rischia di seguire la stessa sorte delle grandi potenze europee, ovvero una pedissequa osservazione dei dettami della politica estera degli Stati Uniti». Ha affermato, inoltre, che «i governi stanno patendo l'ingerenza delle realtà imprenditoriali e i cittadini hanno cessato di avere importanza nelle politiche pubbliche».

## Nella cultura di massa
- Poiché il viaggio di Rust sembrò incrinare il mito dell'inviolabilità del blocco sovietico, presto si diffusero numerose freddure e leggende metropolitane in merito all'accaduto.[4][25] Per un po' di tempo, dopo l'incidente, i moscoviti chiamarono scherzosamente la piazza Rossa Šeremet'evo-3 (Šeremet'evo-1 e -2 erano i due terminal dell'allora principale aeroporto internazionale di Mosca).[18] Alla fine del 1987, il codice radio della polizia moscovita subì una piccola revisione, essendo stato infatti introdotto un codice funzionale a segnalare l'atterraggio di un aereo.[26]
- Nell'espansione del videogioco Microsoft Flight Simulator compare uno scenario in cui l'obiettivo è atterrare sulla piazza Rossa. Fu ripreso in Flight Simulator 2000, con l'aggiunta di scambi di battute comici tra il giocatore e i controllori del traffico aereo.[27]
- Era dedicata alla sua impresa la canzone Il mondo avrà una grande anima, presentata da Ron, nel 1988, al 38º Festival di Sanremo.[28]